# All About Eve
All About Eve (bra: A Malvada; prt: Eva) é um filme estadunidense de 1950, do gênero drama, escrito e dirigido por Joseph L. Mankiewicz, e estrelado por Bette Davis, Anne Baxter, George Sanders e Celeste Holm. O roteiro foi baseado no conto "The Wisdom of Eve" (1946), de Mary Orr, embora não tenha sido creditado no filme.
O filme estrela Bette Davis como Margo Channing, uma altamente renomada, mas envelhecida estrela da Broadway. Anne Baxter interpreta Eve Harrington, uma jovem fã ambiciosa que se infiltra na vida de Channing, em última instância, ameaçando sua carreira e seus relacionamentos pessoais. O filme ainda têm participações de Gary Merrill, Hugh Marlowe e Thelma Ritter, além de apresentar Marilyn Monroe em um de seus primeiros papéis.
"All About Eve" estreou em Nova Iorque em 13 de outubro de 1950. Elogiado pela crítica na época de seu lançamento, o filme recebeu 14 indicações ao Oscar e ganhou seis, incluindo Melhor Filme. O filme é o único filme na história do Oscar a ter quatro atrizes indicadas por suas atuações (Davis e Baxter como melhor atriz, Holm e Ritter como melhor atriz coadjuvante). Em 1990, "All About Eve" foi selecionado para preservação no National Film Registry, seleção filmográfica da Biblioteca do Congresso dos Estados Unidos, como sendo "culturalmente, historicamente ou esteticamente significativo". O filme apareceu em 16.º lugar na lista dos 100 melhores filmes estadunidenses, do Instituto Americano de Cinema.

## Sinopse
Na noite de entrega do prêmio Sarah Siddons, todas as atenções se voltam para a nova estrela em ascensão, Eve Harrington (Anne Baxter). Então, flashbacks revelam como a carreira de Eve começou, desde quando conheceu e foi contratada como secretária de Margo Channing (Bette Davis), uma grande estrela da Broadway que ela começa a perseguir.

## Elenco
- Bette Davis como Margo Channing
- Anne Baxter como Eve Harrington
- George Sanders como Addison DeWitt
- Celeste Holm como Karen Richards
- Gary Merrill como Bill Sampson
- Hugh Marlowe como Lloyd Richards
- Thelma Ritter como Birdie Coonan
- Gregory Ratoff como Max Fabian
- Marilyn Monroe como Claudia Caswell
- Barbara Bates como Phoebe
- Walter Hampden como Anfitrião
- Randy Stuart como Garota[12]
- Craig Hill como Protagonista[12]
- Leland Harris como Porteiro[12]
- Barbara White como Caçadora de Autógrafos[12]
- Eddie Fisher como Gerente de Palco[12]
- William Pullen como Atendente[12]
- Claude Stroud como Pianista na Festa
- Eugene Borden como Francês[12]
- Helen Mowery como Repórter[12]
- Steven Geray como Garçom[12]
- Franklyn Farnum como Comentarista do Prêmio Sarah Siddons (não-creditado)
- Harold Miller como Comentarista do Prêmio Sarah Siddons (não-creditado)[13]

## Produção

### Desenvolvimento
A história de "All About Eve" se originou em uma história real contada a Mary Orr pela atriz Elisabeth Bergner. Enquanto atuava na peça "The Two Mrs. Carrolls" durante 1943 e 1944, Bergner permitiu que uma jovem fã se tornasse parte de sua equipe e empregou-a como assistente, mas mais tarde se arrependeu de sua generosidade quando a mulher tentou tomar seu lugar. Referindo-se a ela apenas como "a garota terrível", Bergner relatou os acontecimentos para Orr, que os usou como base para sua historieta "The Wisdom of Eve" (1946). Na história, Orr dá à garota um caráter mais cruel e faz com que ela consiga roubar a carreira da atriz mais velha. Bergner confirmou mais tarde a base da história em sua autobiografia "Bewundert viel, und viel gescholten".
Em 1949, Joseph Mankiewicz estava considerando uma história sobre uma atriz madura e, ao ler "The Wisdom of Eve", sentiu que a garota ardilosa seria um elemento adicional útil. Ele enviou uma nota para Darryl F. Zanuck dizendo que a historieta "se encaixa com uma ideia original [minha] e podem ser combinados. É um esplêndido papel para Susan Hayward". Mankiewicz apresentou um tratamento das histórias combinadas sob o título "Best Performance". Ele mudou o nome da personagem principal de Margola Cranston para Margo Channing, e manteve vários dos personagens originais de Orr — Eve Harrington, Lloyd e Karen Richards e Claudia Casswell — mas removeu o marido de Margo Channing completamente, substituindo-o por um novo personagem, Bill Sampson. A intenção era retratar Channing em um novo relacionamento e permitir que Eve Harrington ameaçasse ambas as vidas profissional e pessoal da atriz. Mankiewicz também acrescentou os personagens Addison DeWitt, Birdie Coonan, Max Fabian e Phoebe.
Zanuck estava entusiasmado e forneceu numerosas sugestões para melhorar o roteiro. Em algumas seções, ele sentiu que a escrita de Mankiewicz não possuía sutileza ou fornecia detalhes excessivos. Ele sugeriu diluir a desconfiança de Birdie Coonan em Eve para que o público não a reconhecesse como uma vilã até muito mais tarde na história. Zanuck reduziu o roteiro em cerca de 50 páginas e escolheu o título "All About Eve" da cena de abertura em que Addison Dewitt diz que logo contará "mais de Eve ... tudo sobre Eve, na verdade".

### Escolha do elenco
Entre as atrizes originalmente consideradas para interpretar Margo Channing, estava a inspiração original de Mankiewicz, Susan Hayward, que foi rejeitada por Zanuck por ser "muito jovem"; Marlene Dietrich, descartada por ser "muito alemã"; e Gertrude Lawrence, que foi descartada quando seu advogado insistiu que ela não deveria beber ou fumar no filme, e que o roteiro deveria ser reescrito para permitir que ela cantasse uma canção de amor. Zanuck estava de olho em Barbara Stanwyck, mas ela não estava disponível. Tallulah Bankhead foi considerada, assim como Joan Crawford, que estava trabalhando no filme "The Damned Don't Cry".
O papel foi dado para Claudette Colbert, mas ela retirou-se da produção após lesionar gravemente as costas pouco antes do início das filmagens. Mankiewicz considerou brevemente Ingrid Bergman antes de oferecer o papel para Bette Davis. Davis, que tinha terminado recentemente um contrato de dezoito anos com a Warner Bros. depois de inúmeros filmes seus fracassarem na bilheteria, aceitou o papel ao perceber que o roteiro era um dos melhores que ela já havia lido. Margo havia sido originalmente concebida como gentil e bem-humorada, mas com a contratação de Davis, Mankiewicz modificou a personagem e adicionou qualidades mais abrasivas. Mankiewicz elogiou Davis por seu profissionalismo e pelo calibre de sua atuação.
Anne Baxter havia passado uma década em papéis secundários e ganhou o Oscar de melhor atriz coadjuvante por seu papel em "O Fio da Navalha" em 1946. Ela conseguiu o papel de Eve Harrington após a primeira escolha, Jeanne Crain, ficar grávida. Crain estava no auge de sua popularidade e já havia estabelecido uma carreira interpretando heroínas boazinhas; Zanuck acreditava que ela não possuía o "virtuosismo de vadia" exigido para o papel, e que o público não a aceitaria como uma personagem traiçoeira.
O papel de Bill Sampson foi originalmente planejado para ser de John Garfield ou Ronald Reagan. Nancy Davis, a futura esposa de Reagan, foi cogitada para interpretar Karen Richards, e José Ferrer para interpretar Addison DeWitt. Zsa Zsa Gabor ativamente solicitou o papel de Phoebe, sem perceber que os produtores estavam cogitando-a, juntamente com Angela Lansbury, para dar vida à Claudia Casswell.
Mankiewicz admirava grandemente Thelma Ritter e escreveu o papel de Birdie Coonan para ela depois de trabalharem juntos em "A Letter to Three Wives" em 1949. Como Coonan era a única que imediatamente suspeitava de Eve Harrington, ele estava confiante que Ritter contribuiria com uma caracterização perspicaz, lançando dúvidas sobre Eve e fornecendo um contraponto às personalidades mais "teatrais" dos outros personagens. Marilyn Monroe, relativamente desconhecida na época, foi escalada como Claudia Casswell, referida por DeWitt como "graduada pela Escola de Arte Dramática de Copacabana". Monroe conseguiu o papel depois de uma campanha a seu favor feita por seu agente, apesar da antipatia inicial e crença de Zanuck de que ela era mais adequada para a comédia. A inexperiente Monroe ficou intimidada com Davis, e levou 11 tomadas para completar a cena no saguão do teatro com a estrela; quando Davis gritou com ela, Monroe deixou o set para ir vomitar. Papéis menores foram preenchidos por Gregory Ratoff como o produtor Max Fabian, Barbara Bates como Phoebe, uma jovem fã de Eve Harrington, e Walter Hampden como o anfitrião da cerimônia de premiação. Hampden era o presidente do prestigiado Players Club, em Nova Iorque, um clube para atores que oferece um prêmio pelo conjunto de suas obras.

## Recepção
"All About Eve" recebeu críticas extremamente positivas dos críticos após seu lançamento em 13 de outubro de 1950, em uma estreia na cidade de Nova Iorque. O filme concorrente, "Sunset Boulevard", lançado no mesmo ano, recebeu elogios semelhantes e os dois foram frequentemente comparados favoravelmente.
O crítico de cinema Bosley Crowther, do The New York Times, amou o filme, afirmando que ele era "uma bela produção de Darryl Zanuck, a excelente música e extraclasse na tela completam essa sátira superior". A revista Variety chamou-o de "um filme adulto letrado" com "atuações extremamente bem elencadas", enquanto Harrison's Reports chamou-o de "uma história fascinante e continuamente absorvente sobre o pessoal do teatro da Broadway, com um tratamento maduro e permeado por diálogos realistas e flashes de humor sarcástico e astuto". John McCarten, do The New Yorker, chamou-o de "um filme completamente divertido".
Em 2000, o crítico de cinema Roger Ebert, do jormal Chicago Sun Times, elogiou o filme, dizendo que a personagem de Bette Davis, "a veterana atriz Margo Channing em All About Eve foi seu maior papel". A Box Office afirmou que o filme "é um clássico do cinema estadunidense – até hoje, a representação quintessencial da ambição implacável na indústria do entretenimento, com performances lendárias de Bette Davis, Anne Baxter e George Sanders ancoram um dos melhores filmes de um dos melhores cineastas da Era de Ouro de Hollywood: Joseph L. Mankiewicz. É um filme que deve estar na prateleira de todo colecionador – seja em vídeo ou DVD. É um clássico que merece mais do que a Fox deu a ele".
No Rotten Tomatoes, site agregador de críticas, 99% das 107 críticas do filme são positivas, com uma classificação média de 9,3/10. O consenso do site diz: "Esperto, sofisticado e devastadoramente engraçado, All About Eve é um clássico de Hollywood que só melhora com os anos".
O Metacritic deu uma pontuação média de 98/100, com base em 15 críticas, indicando que o filme é uma "aclamação universal".

### Bilheteria
De acordo com os registros da Warner Bros., o filme arrecadou US$ 3.1 milhões nacionalmente e US$ 5.3 milhões no exterior, totalizando US$ 8.4 milhões mundialmente.
"All About Eve" foi o segundo filme de maior bilheteria do ano de 1950, ficando atrás somente de "King Solomon's Mines", que arrecadou cerca de US$ 9.9 milhões mundialmente.

## Tema
Os críticos e acadêmicos delinearam vários temas no filme. Rebecca Flint Marx, em sua crítica para o site Allmovie, observa o antagonismo que existia entre a Broadway e Hollywood na época, afirmando que o "roteiro trouxe à tona a existência de toda uma gama de tipos teatrais dolorosamente reconhecíveis, da envelhecida, egomaníaca grande dama à exteriormente dócil, interiormente traiçoeira e ingênua, ao poderoso crítico que cheira a encanto maligno". Abel Green, escrevendo para a Variety, disse: "As referências sarcásticas ao retratar pessoas e afins são propositais e manifestam um reflexo inteligente de um grupo de pessoas hipertalentosas em relação ao negócio do cinema".
Roger Ebert, em sua crítica no The Great Movies, diz que Eve Harrington é um "tipo universal", e centra-se na linha de enredo da atriz envelhecida, comparando o filme a "Sunset Boulevard". Da mesma forma, a crítica do filme feita em 2006 por Marc Lee para o jornal britânico The Daily Telegraph descreve um subtexto que nos leva "para os cantos mais obscuros do show business, expondo o seu inerente preconceito de idade, especialmente quando se trata de estrelas femininas". O livro de Kathleen Woodward lançado em 1999, "Figuring Age: Women, Bodies, Generations (Theories of Contemporary Culture)", também discute temas que apareceram em muitos dos filmes sobre "atrizes envelhecidas" da década de 1950 e 1960, incluindo "All About Eve". Ela argumenta que Margo tem três opções: "Para continuar a trabalhar, ela pode desempenhar o papel de uma jovem mulher, uma pela qual ela já não parece tão interessada. Ela pode tomar a posição da vadia raivosa, a rainha do drama que manda no tribunal (o deliberado camp que Sontag encontra neste filme). Ou ela pode aceitar o discurso sexista sobre o envelhecimento existente em sua cultura, o qual figura ela como estando em seu momento de declínio. Margo, em última instância, escolhe a última opção, aceitando sua posição como sendo uma de perda".
O Professor Robert J. Corber, que estudou a homofobia dentro do contexto cultural da Guerra Fria nos Estados Unidos, postula que o tema fundamental em "All About Eve" é que a defesa das normas da heterossexualidade, especificamente em termos de casamento patriarcal, deve ser mantida em face dos desafios trazidos pelo poder feminino e pela homossexualidade. Os relacionamentos afetivos heterossexuais de Margo e Bill, e de Karen e Lloyd, servem para contrastar com o predatório relacionamento sem amor e o carreirismo estéril dos personagens homossexuais Eve e Addison. Eve usa sua feminilidade física como arma para tentar acabar com o casamento dos dois casais, e o extremo cinismo de Addison serve como um modelo do futuro de Eve. Até mesmo o crítico de filme Kenneth Geist, apesar de ser crítico sobre a ênfase que o livro de Sam Staggs "All About All About Eve" dá aos elementos homossexuais do filme, reconheceu que a lesbianidade de Eve parecia aparente; especificamente, Geist afirma que "as manifestações da lesbianidade de Eve são apenas duas vezes brevemente discerníveis". Geist afirmou que Mankiewicz "tinha um alto desprezo por ambos homossexuais masculinos e femininos", embora o próprio sugeriu o contrário em uma entrevista na qual ele argumentou que a sociedade deve "deixar seu ódio contra eles".
A homossexualidade foi frequentemente associada ao comunismo durante a Guerra Fria, e os críticos têm escrito sobre a sutil, mas central, narrativa sobre a Guerra Fria presente no filme. A razoável quantia de sutileza empregada em "All About Eve" é vista como sendo primariamente devido às restrições do código de produção sobre a representação de homossexuais nas mídias durante este período. No entanto, apesar dessas restrições, Corber cita o filme como único exemplo de um tema recorrente no cinema estadunidense, do homossexual como um predador emocionalmente desprovido. O documentário "The Celluloid Closet" também afirma este tema a que se refere Corber, inclusive citando inúmeros outros exemplos de filmes do mesmo período do código de produção em que All About Eve foi feito.
Outro tema importante do filme, em termos de política de guerra e sexualidade, envolve a pressão pós-Segunda Guerra Mundial colocada sobre as mulheres para que parassem de trabalhar. Esta pressão para retomar os papéis femininos "tradicionais" é especialmente ilustrada no filme no contraste entre a gozação que Margo faz de Karen Richards por esta ser uma "esposinha feliz" e seu longo e inspirado monólogo, posteriormente, como uma mulher reformada, sobre a virtude do casamento, incluindo como uma mulher não é verdadeiramente uma mulher sem ter um homem ao seu lado. Esta Margo submissa e feminina é contrastada da Margo do início e com os dois personagens homossexuais do filme com teatralidade, combatividade e egoísmo. Margo brinca que Eve deveria colocar seu prêmio "onde seu coração deveria estar", e Eve é mostrada desolada no final do filme. No jantar, os dois casais veem Eve e Addison sob uma luz igualmente negativa, com Margo pensando em voz alta que tramoias Eve estava construindo em seu "pequeno cérebro febril". Além disso, a utilidade de Eve como assistente pessoal de Margo no início do filme, que é uma construção sutil de um relacionamento íntimo do mesmo sexo, é rebaixada por Birdie, a mesma personagem da classe trabalhadora. Birdie vê os comportamentos de Eve como sendo antinaturais, e o filme contrasta sua natureza predatória com o amor e o calor de sua posterior confiança em relação a Bill. A pressão para que parassem de trabalhar e valorizassem mais o patriarcado, após o regresso dos homens da guerra, depois de lhes terem sido mostrado campanhas promovendo o trabalho – tais como Rosie the Riveter – e depois de ter ocupado funções tradicionalmente masculinas – como operário de fábrica de construção de bombas – foi denominada de "o problema que não tem nome" pela bem conhecida feminista Betty Friedan.
Apesar do que críticos como Corber têm descrito como a homofobia pervasiva no filme, "All About Eve" tem sido um filme favorito entre o público gay há muito tempo, provavelmente devido aos seus tons exagerados (em parte por causa da escalação de Davis), e sua sofisticação geral. Davis, que sempre teve inúmeros fãs homossexuais, manifestou apoio aos gays em sua entrevista para a revista The Advocate, em 1972.

### Prêmio Sarah Siddons
O filme começa com um troféu fictício, descrito por DeWitt como a "maior honra que o nosso teatro conhece: o prêmio Sarah Siddons para feitos distintos". A estatueta é moldada com base na famosa pintura de Siddons costumizada como a trágica musa de Joshua Reynolds. Uma cópia da mesma está na entrada do apartamento de Margo e pode ser vista diversas vezes durante a cena da festa. Em 1952, um pequeno grupo de ilustres frequentadores de teatro de Chicago começou a dar um prêmio com esse nome, o qual foi esculpido para parecer com o usado no filme. Ele tem sido concedido anualmente, com Bette Davis e Celeste Holm já sendo homenageados anteriormente.

## Prêmios e homenagens
| Ano  | Cerimônia                                   | Categoria                                   | Indicado                                                       | Resultado   |
| ---- | ------------------------------------------- | ------------------------------------------- | -------------------------------------------------------------- | ----------- |
| 1950 | National Board of Review Awards             | Top Ten Films (Top Dez Filmes)              | Top Ten Films (Top Dez Filmes)                                 | Introduzido |
| 1951 | BAFTA                                       | Melhor filme estrangeiro                    | Melhor filme estrangeiro                                       | Venceu      |
| 1951 | Cahiers du Cinéma                           | Melhor filme                                | Joseph L. Mankiewicz                                           | 5º Lugar    |
| 1951 | Directors Guild of America Awards           | Melhor direção em filme                     | Joseph L. Mankiewicz                                           | Venceu      |
| 1951 | Festival de Cannes                          | Melhor atriz                                | Bette Davis                                                    | Venceu      |
| 1951 | Festival de Cannes                          | Prêmio do Júri                              | Joseph L. Mankiewicz                                           | Venceu      |
| 1951 | Festival de Cannes                          | Grand Prix                                  | Joseph L. Mankiewicz                                           | Indicado    |
| 1951 | Globo de Ouro                               | Melhor filme                                | Melhor filme                                                   | Indicado    |
| 1951 | Globo de Ouro                               | Melhor atriz em filme dramático             | Bette Davis                                                    | Indicado    |
| 1951 | Globo de Ouro                               | Melhor atriz coadjuvante em filme dramático | Thelma Ritter                                                  | Indicado    |
| 1951 | Globo de Ouro                               | Melhor ator coadjuvante em filme dramático  | George Sanders                                                 | Indicado    |
| 1951 | Globo de Ouro                               | Melhor diretor                              | Joseph L. Mankiewicz                                           | Indicado    |
| 1951 | Globo de Ouro                               | Melhor roteiro                              | Joseph L. Mankiewicz                                           | Venceu      |
| 1951 | New York Film Critics Circle Awards         | Melhor filme                                | Melhor filme                                                   | Venceu      |
| 1951 | New York Film Critics Circle Awards         | Melhor diretor                              | Joseph L. Mankiewicz                                           | Venceu      |
| 1951 | New York Film Critics Circle Awards         | Melhor atriz                                | Bette Davis                                                    | Venceu      |
| 1951 | Oscar                                       | Melhor filme                                | Darryl F. Zanuck                                               | Venceu      |
| 1951 | Oscar                                       | Melhor diretor                              | Joseph L. Mankiewicz                                           | Venceu      |
| 1951 | Oscar                                       | Melhor atriz                                | Anne Baxter                                                    | Indicado    |
| 1951 | Oscar                                       | Melhor atriz                                | Bette Davis                                                    | Indicado    |
| 1951 | Oscar                                       | Melhor ator coadjuvante                     | George Sanders                                                 | Venceu      |
| 1951 | Oscar                                       | Melhor atriz coadjuvante                    | Celeste Holm                                                   | Indicado    |
| 1951 | Oscar                                       | Melhor atriz coadjuvante                    | Thelma Ritter                                                  | Indicado    |
| 1951 | Oscar                                       | Melhor roteiro adaptado                     | Joseph L. Mankiewicz                                           | Venceu      |
| 1951 | Oscar                                       | Melhor direção de arte – preto e branco     | Lyle R. Wheeler, George Davis, Thomas Little & Walter M. Scott | Indicado    |
| 1951 | Oscar                                       | Melhor fotografia – preto e branco          | Milton R. Krasner                                              | Indicado    |
| 1951 | Oscar                                       | Melhor figurino - Preto e branco            | Edith Head & Charles LeMaire                                   | Venceu      |
| 1951 | Oscar                                       | Melhor mixagem de som                       | Thomas T. Moulton                                              | Venceu      |
| 1951 | Oscar                                       | Melhor montagem                             | Barbara McLean                                                 | Indicado    |
| 1951 | Oscar                                       | Melhor trilha sonora                        | Alfred Newman                                                  | Indicado    |
| 1951 | Picturegoer Awards                          | Melhor atriz                                | Anne Baxter                                                    | Indicado    |
| 1951 | Picturegoer Awards                          | Melhor atriz                                | Bette Davis                                                    | Indicado    |
| 1951 | Writers Guild of America Awards             | Melhor comédia escrita                      | Joseph L. Mankiewicz                                           | Venceu      |
| 1951 | Writers Guild of America Awards             | Melhor drama escrito                        | Joseph L. Mankiewicz                                           | Indicado    |
| 1952 | Bodil                                       | Melhor filme estadunidense                  | Joseph L. Mankiewicz                                           | Venceu      |
| 1952 | Kinema Junpo Awards                         | Melhor filme estrangeiro                    | Joseph L. Mankiewicz                                           | Venceu      |
| 1952 | Nastro d'Argento                            | Melhor atriz estrangeira                    | Bette Davis                                                    | Venceu      |
| 1990 | National Film Registry                      | Biblioteca do Congresso dos Estados Unidos  | Biblioteca do Congresso dos Estados Unidos                     | Introduzido |
| 1997 | Producers Guild of America                  | Hall da Fama PGA – Filmes                   | Hall da Fama PGA – Filmes                                      | Introduzido |
| 2010 | Dorian Awards                               | Prêmio Atemporal                            | Prêmio Atemporal                                               | Venceu      |
| 2022 | Online Film & Television Association Awards | Hall da Fama – Filmes                       | Hall da Fama – Filmes                                          | Introduzido |

Em 1990, "All About Eve" foi selecionado para preservação no National Film Registry, seleção filmográfica da Biblioteca do Congresso dos Estados Unidos, como sendo "culturalmente, historicamente ou esteticamente significativo".
O Writers Guild of America classificou o roteiro do filme como o quinto maior já escrito.
O Instituto Americano de Cinema nomeou Bette Davis como a segunda maior estrela do cinema estadunidense, e reconheceu o filme nas seguintes listas:
- 1998: 100 Anos...100 Filmes – #16
- 2003: 100 Anos...100 Heróis e Vilões
  - Eve Harrington – #23 / Vilã
- 2005: 100 Anos...100 Citações:
  - "Fasten your seatbelts. It's going to be a bumpy night" ("Apertem os cintos. Vai ser uma noite agitada") – #9
- 2005: 100 Anos de Trilha Sonora – Indicado
- 2007: 100 Anos...100 Filmes (Edição de 10º Aniversário) – #28

## Adaptações
Uma versão para a rádio de "All About Eve" estrelada por Tallulah Bankhead como Margo Channing foi apresentada no programa "The Big Show", da NBC, pelo grupo Theatre Guild of the Air, em 16 de novembro de 1952. A produção é notável pois Mary Orr, a escritora do conto original que serviu de base para o filme original, interpretou o papel de Karen Richards. O elenco também contou com Alan Hewitt como Addison DeWitt (que narrou), Beatrice Pearson como Eve Harrington, Don Briggs como Lloyd Richards, Kevin McCarthy como Bill Samson, Florence Robinson como Birdie Coonan, e Stefan Schnabel como Max Fabian.
Em 1970, "All About Eve" foi a inspiração para o musical "Applause", com roteiro de Betty Comden e Adolph Green, letras de Lee Adams, e música de Charles Strouse. A produção original estrelava Lauren Bacall como Margo Channing, e ganhou o Prêmio Tony de melhor musical naquele ano. O musical teve quatro pré-estreias e 896 apresentações no Palace Theatre, na Broadway. Após Bacall deixar a produção, ela foi substituída por Anne Baxter no papel de Margo Channing.
Em 2019, uma adaptação teatral de "All About Eve" estreou no Noël Coward Theatre em Londres, dirigida por Ivo van Hove, e estrelada por Gillian Anderson como Margo Channing, Julian Ovenden como Bill e Lily James como Eve Harrington.

## Na cultura popular
- O enredo do filme já foi usado inúmeras vezes, frequentemente como uma homenagem ao filme, com um exemplo notável sendo um episódio do seriado "The Mary Tyler Moore Show" em 1974, intitulado "A New Sue Ann". No episódio, a personagem de Sue Ann Nivens (Betty White), apresentadora de um popular programa de culinária local, contrata uma jovem, bonita e muito ávida fã como sua aprendiz e assistente, mas a neófita rapidamente começa a sabotar sua mentora, em uma tentativa de substituí-la como apresentadora do programa. Sue Ann, no entanto, ao contrário de Margo Channing, prevalece no final, contra-atacando as tentativas da jovem de roubar o seu sucesso e mandando-a embora.
- O filme foi exibido em Portugal com o nome de "Eva", e tornou-se famoso pelo fato de poder ter sido o último filme a ser exibido na televisão portuguesa antes da Revolução dos Cravos de 1974.
- A banda de rock de mesmo nome ganhou o seu nome quando a vocalista Julianne Regan e a (então) baterista Manuela Zwingmann viram o filme pela primeira vez na antiga casa dos pais de Regan, em 1985.
- Um episódio de 2008 de "The Simpsons", chamado "All About Lisa", foi influenciado pelo filme. No episódio, Lisa Simpson se torna assistente de Krusty, o palhaço, eventualmente tomando o seu lugar na televisão e recebendo um prêmio de entretenimento.[48]
- O filme vencedor do Oscar "Tudo sobre Minha Mãe" (1999), de Pedro Almodóvar, possui elementos semelhantes aos encontrados em "All About Eve". O título do filme em si é uma homenagem ao filme de 1950. Na primeira cena, a personagem Manuela e seu filho, Esteban, estão assistindo a versão dublada na televisão quando o filme é apresentado como "Eva Revelada". Esteban comenta que o filme deveria ser chamado "Tudo sobre Eva". Mais tarde, na cena, ele começa a escrever sobre sua mãe em seu caderno e coloca no título "Tudo sobre Eva". Também no filme de 1999, Manuela substitui Nina Cruz como Stella por uma noite em uma produção de "A Streetcar Named Desire", levando uma furiosa Nina a acusá-la de roubar o papel "assim como Eve Harrington!"
- Em um episódio da 3ª temporada de "Gossip Girl", intitulado "Enough About Eve", Blair Waldorf tem um sonho onde ela é Margo Channing.
- Na quinta temporada de "The L Word", uma fã torna-se a assistente de Jenny Shecter enquanto ela está dirigindo um filme; mais tarde, a fã chantageia o estúdio de cinema a deixá-la dirigir o filme e ela passa a assumir a vida de Jenny.
- Na segunda temporada de "Glee,, Kurt Hummel chama sua colega Santana Lopez de "Eve Harrington latina" depois de saber que ela está chantageando Dave Karofsky para que ele se torne seu acompanhante ao baile a fim de ambos concorrerem ao título de Rei e Rainha do Baile.
- Na primeira temporada de "Will & Grace", Grace torna-se dependente de uma empregada para dar-lhe confiança durante uma competição de design. Isso leva sua bêbada assistente Karen a suspeitar de uma conspiração, o que faz ela confrontar a empregada, exclamando: "Eu vi All About Eve. Pooobre Eve!"
- No episódio piloto de "Political Animals", quando Susan suspeita que Georgia, uma colega jornalista, tem uma queda por seu namorado e está tentando ofuscar ela no jornal, ela diz: "Se Eve Harrington fosse uma pessoa de verdade hoje, ela se pareceria com a Georgia. Ela assaria cupcakes e teria tem um blog".
- Na terceira temporada da "Gilligan's Island", o episódio "All About Eva" diz respeito a um personagem que chega à ilha e assume a identidade de Ginger, com ambos os papéis interpretados pela atriz Tina Louise.
- As personagens Laura (Cláudia Abreu) e Maria Clara (Malu Mader) da novela "Celebridade" foram inspirada em Eve (Laura) e Margot (Maria Clara),[49] assim como as vilãs Sharpay (Ashley Tisdale) e Tiara (Jemma McKenzie-Brown) de "High School Musical 3: Senior Year".